# Milan Nikolić (Jazzbassist)
Milan Nikolić (* 1973 in Kruševac) ist ein serbischer Jazzmusiker (Kontrabass).

## Leben und Wirken
Nikolić begann im Alter von 17 Jahren mit Musik und spielte Rhythm and Blues in lokalen Bands. 1993 zog er nach Belgrad, wo er der Band Hush angehörte. 1996 zog er nach Graz; bis 2003 studierte er an der Kunstuniversität Graz bei Wayne Darling.
Nikolić tourte als gefragter Sideman mit zahlreichen internationalen Jazzgrößen in Europa; er arbeitete mit Dusko Goykovich, Johannes Enders, Benny Golson, Jean-Paul Brodbeck, Curtis Fuller, Seamus Blake, Bernhard Wiesinger, Jonathan Blake, Billy Harper, Christian Havel, Karl Ratzer, Zipflo Weinrich und Joris Dudli. Seit 2018 ist er Teil der ENJ Society von Michael Erian und Daniel Nösig, mit der er zwei Alben vorlegte. Er ist auch auf Alben vom David Jarh Quartet, Flip Philipp/Ed Partyka Octet, Igor Bezget Plan 9, Klemens Marktl, Tonč Feinig, Vincent Herring / Eric Alexander und Jovan Milovanović zu hören.
Seit 2012 ist Nikolić zudem Professor für Kontrabass an der Universität der Künste Belgrad.